# Марија Петралифена
Марија Петралифена (грчки: Μαρία Δούκαινα Κομνηνή Πετραλίφαινα) је била жена Теодора Комнина Дуке, епирског владара (1224−1230) и самопроглашеног цара Солуна.

## Биографија
Марија је припадала средњовековној византијској породици италијанског порекла, Петралифама. Њен бат Јован Петралиф је био високи племић на двору византијског цара Исака II Анђела (владао 1185-1195, 1203-1204) и изабран је за управника Тесалије и Македоније. Године 1195. играо је значајну улогу у свргавању Исака и доласку на власт Алексија III Анђела (1195-1203). Јованова ћерка Теодора Петралифена удала се за Михаила II Комнина Дуку, нелегитимног сина оснивача Епирске деспотовине, Михаила I Комнина Дуку. Марија се удала за Теодора Комнина Дуку током Теодоровог боравка на двору Теодора I Ласкариса. Теодор је био син севастократора Јована Дуке и Зоје Дукине. Након Четвртог крсташког рата и пада Цариграда у руке крсташа, Теодор је пратио Ласкариса до Мале Азије, где је овај основао Никејско царство. Око 1210. године Теодор је позван од стране Михаила I Комнина Дуке у Епир, где су њих двојица основали независну грчку државу. Михаилу је требала Теодорова помоћ. Михаилов син није потицао из легитимног брака, а његова преостала полубраћа била су неспособна за владавину. По Константину Варзасу, прво дете Марије и Теодора рођено је око 1206. године. У изворима се Марија никада не помиње по презимену.

### Потомство
Марија и Теодор су имали четворо деце:
- Ана Анђелина Комнина Дукина, удата за српског краља Стефана Радослава.
- Јован Комнин Дука, солунски цар од 1237. године.
- Ирина Комнина Дукина, удата за Јована Асена.
- Димитрије Анђео Дука, солунски владар од 1244. године.